# Джово
Джово (італ. Giovo) — муніципалітет в Італії, у регіоні Трентіно-Альто-Адідже,  провінція Тренто.
Джово розташоване на відстані близько 490 км на північ від Рима, 10 км на північ від Тренто.
Населення — 2510 осіб (2014).

## Демографія
Населення за роками:

Станом на 1 січня 2023 року в муніципалітеті офіційно проживали 54 іноземці з 16 країн, серед них 12 громадян країн Євросоюзу та 18 громадян України.

## Сусідні муніципалітети
- Альб'яно
- Чембра-Лізіньяго
- Фаедо
- Лавіс
- Меццокорона
- Салорно
- Сан-Мікеле-алл'Адідже
- Тренто